# Алсеј Алсабети Синарет
Алсеј Алсабети Синарет (фр. Alçay-Alçabéhéty-Sunharette) насеље је и општина у југозападној Француској у региону Аквитанија, у департману Атлантски Пиринеји која припада префектури Олорон Сен Мари.
По подацима из 2011. године у општини је живело 231 становника, а густина насељености је износила 6,72 становника/km². Општина се простире на површини од 34,40 km². Налази се на средњој надморској висини од 344 метара (максималној 1.535 m, а минималној 217 m).

## Демографија
| 1962. | 1968. | 1975. | 1982. | 1990. | 1999. | 2011. |
| ----- | ----- | ----- | ----- | ----- | ----- | ----- |
| 354   | 298   | 262   | 283   | 273   | 246   | 231   |

График промене броја становника у току последњих година